# Macrodorcas bisignata elsiledis
Macrodorcas bisignata elsiledis es una subespecie de coleóptero de la familia Lucanidae.

## Distribución geográfica
Habita en Vietnam, Yunnan y Sichuan en  (China).